# مركز سعود الفيصل لأبحاث الحياة الفطرية
مركز سعود الفيصل لأبحاث الحياة الفطرية هو مركز بحثي يتبع لـ المركز الوطني لتنمية الحياة الفطرية، تأسس في شهر أبريل من عام 1986 في موقع يبعد 30 كيلومتر شرق مدينة الطائف على ارتفاع 1400 متر فوق سطح البحر، وتقدر مساحته بنحو 35 كيلومتر مربع، جميع مساحة المركز مسيجة كمحمية طبيعية شبه صحراوية تسودها أشجار الطلح والأعشاب البرية، تجري في المركز العناية بالحبارى والمها العربي كأهم الحيوانات الفطرية المهددة بالانقراض ورعايتها وإكثارها في مسيجات تتراوح مساحاتها بين نصف هكتار ومائة هكتار، وقد تم تخصيص 70 هكتار داخل حدود المركز كمحمية نباتية لإجراء دراسات مقارنة الغطاء النباتي الطبيعي داخل المحمية والغطاء النباتي المعرض للرعي الجائر خارج المحمية بهدف المتابعة لاستعادة الازدهار الطبيعي للغطاء النباتي.

## التسمية
كان اسم المركز أول إنشائه المركز الوطني لأبحاث الحياة الفطرية، واستمر كذلك حتى عام 1437 هـ الموافق 2016م حيث أطلق رئيس الهيئة السعودية للحياة الفطرية اسم سعود الفيصل على المركز وصار يسمى مركز سعود الفيصل لأبحاث الحياة الفطرية.

## أهداف المركز
- إكثار الأحياء الفطرية السعودية المهددة بالانقراض تحت ظروف الأسر.
- إعادة توطين الأحياء التي تم إكثارها في محميات تخصص لبرنامج إعادة تأهيل الأنواع الفطرية في نطاق توزيعها الجغرافي في السعودية.
- متابعة الحيوانات المعاد توطينها بإجراء الدراسات البيئية لتطور أوضاع المجموعات بعد إعادة التوطين.
- المشاركة في برامج المحافظة في مواطن الحياة الفطرية الطبيعية، بما في ذلك إجراءات الحماية ودراسات النظم البيئية في البيئات الصحراوية وإدارة المناطق المحمية وتحفيز الدعم من قبل جميع شرائح المجتمع للمحافظة عبر برامج التعليم والتوعية البيئية.[1]

## المهام
تبلغ الطاقة البشرية للمركز 100 موظف وخبير وفني وعامل مدرب، حيث نجح المركز في إكثار المها العربي وطيور الحبارى بشكل رئيسي إضافة إلى إكثار محدود للنعام أحمر الرقبة والوعل النوبي والحمر الوحشية والأرانب البرية لأغراض البحث العلمي، وأعيد توطين مجموعات من المها العربي في محمية محازة الصيد ومحمية عروق بني معاض، الحبارى في محمية محازة الصيد ومحمية سجا وأم الرمث والنعام في محمية محازة الصيد.

## الأنواع المستهدفة
قام المركز بالتركيز على مجموعة محددة من الحيوانات والطيور بهدف اكثارها واعادة توطينها في المحميات الطبيعية وهي:
- المها عربية : تعتبر المها من الظلفيات الصحراوية، ذو لون أبيض متناسق الجسد، يستطيع المها العربي العيش في أكثر المناطق جفافا في شبه الجزيرة العربية، ورغم هذه القدرات إلا أن المها العربي انقرض من البرية، إذ سقطت آخر مجموعاته ببنادق الصيادين في عام 1972، وقد بدأ المركز في عام إنشاء الهيئة برنامج إكثار المها العربي بنقل 57 رأس من المها من مزرعة الملك خالد بالثمامة إلى مركز الأبحاث في الطائف، وينتج المركز سنويا قطعانا من المها خالية من الأمراض لإعادة توطينها في بيئاتها الطبيعية، وقد تم إطلاق 67 رأس من المها بين عام 1990-1994 في محمية محازة الصيد التي سيجة بالكامل وتقع على بعد 150 كيلومترا شمال شرق الطائف، وخلال السنوات التالية ازدادت أعداد المجموعات البرية إلى أكثر من 430 رأس، وبعد النجاح الذي تحقق لتأسيس مجموعات برية من المها العربي تتكاثر ذاتيا في محمية محازة الصيد فقد قام المركز بمشروع آخر لإعادة توطين المها في محمية عروق بني معاض والتي تقدر مساحتها بنحو 12000 كم2 وتقع على الطرف الغربي لصحراء الربع الخالي، حيث أطلق المركز 121 رأس من المها بين عامي 1995-1999 في محمية عروق بني معاض وخلال أربعة أعوام تشكل قطيع من أكثر من 190 رأس من المها في أرجاء المحمية.
- الحبارى : يعزى تناقص أعداد طائر الحبارى في المملكة العربية السعودية للصيد الجائر وتدهور بيئاته الطبيعية نتيجة للرعي الجائر والتطور الزراعي وتحول الحبارى من طائر واسع الانتشار والتكاثر في المملكة إلى مجموعات صغيرة متفرقة خاضعة للحماية في محمية حرة الحرة أقصى شمال السعودية، ويعمل باحثو المركز مع الهيئة لحماية ما تبقى طيور الحباري، وللحفاظ على هذا الطائر الصحراوي من الانقراض في المملكة تأسس مشروع إكثار الحبارى في الأسر في المركز الوطني لأبحاث الحياة الفطرية، وكان الهدف الرئيسي للمشروع تكوين مجموعة تتكاثر ذاتيا تحت ظروف الأسر تعطي إنتاجا من فراخ الحبارى يعاد توطنيها في البيئات المناسبة في المملكة العربية السعودية، وقد نجح المركز في تنفيس أول بيضة للحبارى في عام 1989 ونتيجة لتحسين طرق التلقيح الصناعي والتحضين، تزامن ذلك مع نتائج الأبحاث الفسيولوجية التكاثرية والتغذية والنمو للحبارى، وقد تمكن المركز من إنتاج أعداد كافية، ثم تم أول إطلاق لها في الطبيعة في عام 1991 في محمية محازة الصيد، وبين عامي 1991-1998 بلغت أعداد الطيور المطلقة في المحمية 330 طائر، وقد بدأت الطيور بالتكاثر طبيعياً في المحمية في عام 1995، وبعد عشر سنوات من الأبحاث تمكن المركز من إكثار الحبارى بأعداد كبيرة سنويا بلغت 300 طائر في عام 1999، ثم نجاح المركز بإنتاج أكثر من 2000 طائر حبارى خلال عشر سنوات من بداية العمل في المركز.
- النعام : كانت طيور النعام منتشرة في صحاري المملكة العربية السعودية بأعداد كبيرة قبل أنقراضها، ويتم إكثار النعام أحمر الرقبة السوداني في المركز لإعادة توطينه في المحميات الطبيعية، ويوجد في المركز مجموعة من عشرين نعامة تم توطينها في محمية محازة الصيد وقد استقبلت المحمية أول الفراخ المنتجة طبيعيا في شهر فبراير عام 1997.
- النمر العربي : يمثل النمر العربي أكثر أنواع القطط البرية التي لا تزال منتشرة في المناطق الجبلية في الجزيرة العربية، وتقدر الدراسات أعدادها بأقل من مائة فرد مما يعني أنها أكثر ندرة من حيوان الباندا، وتسعى الهيئة لتطبيق برنامج لإكثارها في الأسر بعد حصولها على ذكرين من النمور العربية تعتبر نواة لبرنامج الإكثار في الأسر. حيث في نوفمبر 2023 تم الإعلان عن ولادة 7 من صغار النمر العربي في خطوة تؤكد نجاح مساعي الهيئة نحو تحقيق مستهدفات إعادة تأهيل النظم البيئية، وحماية النمر العربي من الانقراض.[3]
- الوعل نوبي : تناقصت أعداد الوعول البرية في السعودية نتيجة للصيد، وقد بدأ المركز مشروع إكثارها بـ 26 رأس أهديت له من الحديقة البرية وحديقة الحيوان بسان دييجو ويحتفظ المركز بمجموعة صغيرة في ظروف شبه طبيعية لغرض مشروع التوعية البيئية وللبحث عن إمكانية إعادة إطلاقها في بيئات مناسبة.
- الجوارح : تقع المملكة العربية السعودية في جزء مهم من خطوط الهجرة للطيور الجوارح وتشكل أراضيها الشاسعة ملاذا شتويا للعديد من الطيور الجوارح ومنها نوعين من العقاب هما : العقاب الإمبراطوري. وعقاب السهوب، وقد قام باحثو المركز بدراسة تحركات وخطوط الهجرة لهذه الطيور عبر الأقمار الاصطناعية، وقد بدأ المشروع في عام 1992 مع شركة أرجوس للمتابعة الفضائية وذلك بالتعاون مع مجموعة العمل الدولية للطيور الجوارح ومع الهيئة في المملكة، ومع حلول عام 1997 كان المركز قد قام بتسجيل تحليق 292 طائرا جارحا وثبت 22 جهازا للاستشعار بالأقمار الاصطناعية على عقبان وثلاثة أخرى على صقور مما أتاح متابعة خطوط هجرتها.
- الحمار الوحشي : تنتشر الحمر الوحشية من الجزيرة العربية إلى الصين متمثلة تحت أنواع عديدة ’ وقد انقرض تحت النوع السوري الذي كان موجودا في الجزيرة العربية في عام 1927، وتعتبر الحمر الإيرانية أقرب تحت الأنواع إليها والتي يحتفظ المركز بمجموعة صغيرة منها بهدف إكثارها واحتمال إعادة توطينها في البيئة المناسبة لها.